# Gillonella ampulla
Gillonella ampulla är en insektsart som beskrevs av Nielson et Godoy 1995. Gillonella ampulla ingår i släktet Gillonella och familjen dvärgstritar. Inga underarter finns listade i Catalogue of Life.